# 桂平站
桂平站，位于中华人民共和国广西壮族自治区贵港市桂平市西山镇，是南广铁路上的铁路车站，于2014年4月18日开通启用，由南宁铁路局管辖。

## 車站周邊
- 苍硕高速公路
- 桂平市西山镇村妈种养专业合作社

## 歷史
- 2014年4月18日开通启用。

## 外部連結
- 中国铁路客户服务中心 （页面存档备份，存于）